# Capsulitis adhesiva del hombro
La capsulitis adhesiva, también conocida como hombro congelado, es una afección asociada con dolor y rigidez en el hombro. Hay una pérdida de la capacidad de mover el hombro, tanto voluntariamente como por otros, en múltiples direcciones. El hombro en sí; sin embargo, generalmente no duele significativamente cuando se toca. También puede ocurrir pérdida de masa muscular alrededor del hombro. El inicio es gradual durante semanas o meses. Las complicaciones pueden incluir fractura del húmero o ruptura del tendón del bíceps.
La causa en la mayoría de los casos se desconoce. La afección también puede ocurrir después de una lesión o cirugía en el hombro. Los factores de riesgo incluyen diabetes y enfermedad de la tiroides . El mecanismo subyacente implica inflamación y cicatrices. El diagnóstico generalmente se basa en los síntomas y en el examen físico. El diagnóstico puede estar respaldado por una resonancia magnética.
La afección a menudo se resuelve con el tiempo sin intervención, pero esto puede llevar varios años. Si bien se pueden probar varios tratamientos, como los AINE, la fisioterapia, los esteroides y la inyección en el hombro a alta presión, no está claro cuál es el mejor. Se puede sugerir la cirugía para aquellos que no mejoran después de unos meses. Aproximadamente el 4% de las personas se ven afectadas. Es más común en personas de 40 a 60 años y en mujeres.

## Signos y síntomas
Los síntomas incluyen dolor de hombro y rango de movimiento limitado, aunque estos síntomas son comunes en muchas afecciones del hombro.Un síntoma importante de la capsulitis adhesiva es la severidad de la rigidez que a menudo hace que sea casi imposible realizar movimientos simples del brazo. El dolor debido al hombro congelado suele ser sordo o doloroso y puede empeorar por la noche y con cualquier movimiento.
Se ha descrito que los síntomas del hombro congelado primario tienen tres o cuatro etapas. A veces se describe una etapa prodrómica que puede estar presente hasta tres meses antes de la congelación del hombro. Durante esta etapa, las personas describen un dolor agudo en los rangos de movimiento finales, dolor en reposo y alteraciones del sueño.
- Etapa uno: La etapa de "congelación" o dolorosa, que puede durar de seis semanas a nueve meses, y en la que el paciente tiene un inicio lento del dolor. A medida que el dolor empeora, el hombro pierde movimiento.[7]
- Etapa dos: La etapa "congelada" o adhesiva se caracteriza por una lenta mejora del dolor, pero la rigidez permanece. Esta etapa generalmente dura de cuatro a nueve meses.
- Etapa tres: El "descongelamiento" o recuperación, cuando el movimiento del hombro vuelve lentamente a la normalidad. Esto generalmente dura de 5 a 26 meses.[8]

Los hallazgos del examen físico incluyen rango de movimiento restringido en todos los planos de movimiento, tanto en rango de movimiento activo como pasivo. Esto contrasta con afecciones como el síndrome de pinzamiento del hombro o la tendinitis del manguito rotador en las que el rango de movimiento activo está restringido pero el rango de movimiento pasivo es normal. Algunas maniobras de examen del hombro pueden resultar imposibles debido al dolor. 

## Causas
Las causas de la capsulitis adhesiva no se comprenden completamente, sin embargo, existen varios factores asociados con un mayor riesgo. Los factores de riesgo de la capsulitis adhesiva secundaria incluyen lesiones o cirugías que provocan una inmovilidad prolongada. Los factores de riesgo de capsulitis adhesiva primaria o idiopática incluyen muchas enfermedades sistémicas como diabetes mellitus, accidente cerebrovascular, enfermedad pulmonar, enfermedades del tejido conectivo, enfermedad de la tiroides, enfermedad cardíaca, enfermedad autoinmune y contractura de Dupuytren . Tanto la diabetes tipo 1 como la diabetes tipo 2 son factores de riesgo para la afección.

### Primario
La capsulitis adhesiva primaria, también conocida como capsulitis adhesiva idiopática, ocurre sin un desencadenante conocido. Es más probable que se desarrolle en el brazo no dominante. 

### Secundario
La capsulitis adhesiva secundaria se desarrolla después de una lesión o cirugía en el hombro. 

## Fisiopatología
La fisiopatología subyacente no se comprende completamente, pero generalmente se acepta que tiene componentes tanto inflamatorios como fibróticos. El endurecimiento de la cápsula de la articulación del hombro es fundamental para el proceso de la enfermedad. Este es el resultado de tejido cicatricial (adherencias) alrededor de la cápsula articular. También puede haber una reducción en el líquido sinovial, que normalmente ayuda a que la articulación del hombro, una articulación esférica, se mueva lubricando el espacio entre el húmero (hueso del brazo superior) y la cavidad en el omóplato . En la etapa dolorosa (etapa I), hay evidencia de citocinas inflamatorias en el líquido articular. Las etapas posteriores se caracterizan por un tejido colágeno denso en la cápsula articular.
Bajo el microscopio, la apariencia de la cápsula de la articulación del hombro es muy similar al tejido que impide que los dedos se muevan en la contractura de Dupuytren, una condición bastante común en la que el dedo meñique se dobla hacia la palma. 

## Diagnóstico
La capsulitis adhesiva se puede diagnosticar mediante la anamnesis y el examen físico. A menudo es un diagnóstico de exclusión, ya que primero deben descartarse otras causas de dolor y rigidez en el hombro. En el examen físico, se puede diagnosticar capsulitis adhesiva si los límites del rango de movimiento activo son iguales o similares a los límites del rango de movimiento pasivo. El movimiento que se inhibe más severamente es la rotación externa del hombro. 
Los estudios de imágenes no son necesarios para el diagnóstico, pero pueden usarse para descartar otras causas de dolor. Las radiografías suelen ser normales, pero las características de imagen de la capsulitis adhesiva pueden verse en una ecografía o una resonancia magnética sin contraste. La ecografía y la resonancia magnética pueden ayudar en el diagnóstico al evaluar el ligamento coracohumeral, con un ancho de más de 3 mm siendo un 60% sensible y un 95% específico para el diagnóstico. Los hombros con capsulitis adhesiva también son característicamente fibrosos y se engrosan en la bolsa axilar y el intervalo rotador, lo que se ve mejor como una señal oscura en las secuencias T1 con edema e inflamación en las secuencias T2. Un hallazgo ecográfico asociado con capsulitis adhesiva es el material hipoecoico que rodea la cabeza larga del tendón del bíceps en el intervalo de los rotadores, lo que refleja fibrosis. En la etapa dolorosa, dicho material hipoecoico puede demostrar un aumento de la vascularización con la ecografía Doppler .

## Tratamiento
El tratamiento de este trastorno se enfoca en restaurar el movimiento articular y reducir el dolor de hombro, involucrando medicamentos, fisioterapia o cirugía. El tratamiento puede continuar durante meses; no hay pruebas sólidas que favorezcan ningún enfoque en particular.
Se pueden usar medicamentos como los AINE para controlar el dolor. En algunos casos, los corticosteroides se utilizan mediante inyección local o sistémicamente. Los esteroides orales pueden proporcionar beneficios a corto plazo en el rango de movimiento y dolor, pero tienen efectos secundarios como hiperglucemia. Las inyecciones de esteroides en comparación con la fisioterapia tienen un efecto similar para mejorar la función del hombro y disminuir el dolor. Los beneficios de las inyecciones de esteroides parecen ser a corto plazo. No está claro si las inyecciones guiadas por ultrasonido pueden mejorar el dolor o la función en comparación con las inyecciones guiadas por anatomía.
El papel de la fisioterapia en la capsulitis adhesiva no está definido. La fisioterapia se utiliza como tratamiento inicial en la capsulitis adhesiva o el hombro congelado con el uso de ejercicios de rango de movimiento (ROM) y técnicas de terapia manual de la articulación del hombro para restaurar el rango y la función. Puede ser útil una inyección de corticosteroides en dosis bajas y programas de ejercicio en el hogar en aquellos con síntomas de menos de 6 meses. Puede haber algún beneficio con la terapia manual y el estiramiento como parte de un programa de rehabilitación, pero debido al tiempo requerido, dicho uso debe considerarse cuidadosamente. Los fisioterapeutas pueden utilizar movilizaciones articulares directamente en la articulación glenohumeral para disminuir el dolor, aumentar la función y aumentar el rango de movimiento como otra forma de tratamiento. Hay algunos estudios que han demostrado que el estiramiento pasivo intensivo puede promover la curación.  Las intervenciones adicionales incluyen modalidades como ultrasonido, diatermia de onda corta, terapia con láser y estimulación eléctrica. Otra técnica osteopática utilizada para tratar el hombro se llama técnica de Spencer . Las técnicas de movilización y otras modalidades terapéuticas son las más utilizadas por los fisioterapeutas, sin embargo, no hay pruebas sólidas de que estos métodos puedan cambiar el curso de la enfermedad.
Si estas medidas no tienen éxito, se pueden probar intervenciones más agresivas como la cirugía. A veces se utiliza la manipulación del hombro bajo anestesia general para romper las adherencias. La artrografía por hidrodilatación o distensión es controvertida. Sin embargo, algunos estudios muestran que la distensión artrográfica puede desempeñar un papel positivo en la reducción del dolor y mejorar el rango de movimiento y función. La cirugía para cortar las adherencias (liberación capsular) puede estar indicada en casos prolongados y severos; el procedimiento generalmente se realiza mediante artroscopia. Puede ser necesaria la evaluación quirúrgica de otros problemas del hombro, por ejemplo, bursitis subacromial o desgarro del manguito rotador. La capsulitis adhesiva resistente puede responder a la cirugía de liberación abierta. Esta técnica permite al cirujano encontrar y corregir la causa subyacente del movimiento glenohumeral restringido, como la contractura del ligamento coracohumeral y el intervalo rotador. La fisioterapia puede lograr mejores resultados después del procedimiento quirúrgico y la rehabilitación posoperatoria.

## Pronóstico
La mayoría de los casos de capsulitis adhesiva son autolimitados, pero pueden tardar entre uno y tres años en resolverse por completo. Es posible que el dolor y la rigidez no se resuelvan por completo en el 20-50% de las personas.

## Epidemiología
La capsulitis adhesiva afecta de forma reciente a aproximadamente del 0,75% al 5,0% de las personas al año. Las tasas son más altas en personas con diabetes (10 a 46%). Después de la cirugía de mama, algunas complicaciones conocidas incluyen la pérdida del rango de movimiento del hombro (ROM) y la movilidad funcional reducida en el brazo afectado. La ocurrencia es rara en niños y personas menores de 40 años con mayor prevalencia entre los 40 y 70 años de edad. La afección es más común en mujeres que en hombres (el 70% de los pacientes son mujeres de 40 a 60 años). Las personas con diabetes, accidente cerebrovascular, enfermedad pulmonar, artritis reumatoide o enfermedad cardíaca tienen un mayor riesgo de congelación del hombro. Los síntomas en las personas con diabetes pueden ser más prolongados que en la población no diabética.